# Praeclara gratulationis publicae
Praeclara Gratulationis Publicae  je papeška okrožnica, ki jo je napisal papež Leon XIII. 20. junija 1894.
S to okrožnico je papež pozval k združitvi vzhodnih in zahodnih krščanskih Cerkev), hkrati pa je obsodil prostozidarstvo.